# Rosetta Stone
Pour les articles homonymes, voir Rosetta.
Cet article concerne une gamme de logiciels. Pour la stèle gravée de l'Égypte antique, voir Pierre de Rosette.
Rosetta Stone (NYSE : RST) est une gamme de logiciels d'apprentissage des langues étrangères.
Le nom de la marque correspond au nom anglais de la pierre de Rosette, un fragment de stèle d'origine égyptienne portant trois versions d'un même texte, dans deux langues (égyptien ancien et grec ancien) et trois systèmes d'écritures (hiéroglyphes, démotique et grec). Elle joua un rôle clef dans le déchiffrement de l'égyptien hiéroglyphique par Jean-François Champollion en 1822. 

## Historique
Selon le site web de la société, Allen Stoltzfus aurait appris l'allemand par l'immersion tandis qu'il vivait en Allemagne, ce qui lui aurait semblé assez facile. Dans les années 1980, ce même Stoltzfus aurait cherché à apprendre le russe, cette fois-ci au moyen de cours ex cathedra, mais se serait rapidement rendu compte que l'apprentissage linguistique s'avérait plus difficile. Il chercha alors à simuler son expérience en Allemagne, et décida de se servir de l'informatique afin de recréer une expérience similaire. Il aurait alors fait appel à son beau-frère John Fairfield, informaticien.
Leur projet a pu se réaliser grâce à l'introduction des CD-ROM en 1992. Ils ont fondé une compagnie qu'ils ont baptisée Fairfield Language Technologies à Harrisonburg en Virginie. Allen et John ont alors fait appel à Eugène Stoltzfus, le frère d'Allen, ainsi qu'à un dénommé Greg Keim. Ils ont commercialisé leur logiciel sous le nom de The Rosetta Stone. En 2003, la compagnie a porté à sa direction Tom Adams, un homme d'affaires ayant travaillé à un niveau international. En 2006, la compagnie a changé de nom pour s'appeler « Rosetta Stone ». Rosetta Stone Inc (en) est cotée en bourse depuis le 23 septembre 2008.

## Produits
Rosetta Stone utilise majoritairement comme outil d'apprentissage des images, des textes et des sons avec des niveaux de difficulté croissants. Le logiciel existe dans les langues suivantes :
- Anglais
- Espagnol
- Allemand
- Français
- Italien
- Coréen
- Mandarin
- Japonais
- Irlandais
- Arabe
- Danois
- Néerlandais
- Grec
- Hébreu
- Indonésien
- Latin
- Pachto
- Persan
- Polonais
- Portugais
- Swahili
- Russe
- Suédois
- Tagalog
- Thaï
- Turc
- Vietnamien
- Gallois